# 18994 Нганнґуєн
18994 Нганнґуєн (18994 Nhannguyen) — астероїд головного поясу, відкритий 5 вересня 2000 року.
Тіссеранів параметр щодо Юпітера — 3,518.